# Inibitore acompetitivo
Un inibitore acompetitivo (o incompetitivo) è un inibitore enzimatico che segue un meccanismo di inibizione acompetitiva (reversibile), ovvero l'inibitore si lega a un sito diverso da quello del substrato, presente solamente nel complesso ES: interagisce solo con ES e non con E.
In pratica l'inibizione acompetitiva (così come quella mista) avviene solo negli enzimi con due o più substrati.

## Meccanismo
Il legame dell'inibitore influenza il legame del substrato, e viceversa. Questo tipo di inibizione può essere ridotta, ma non bloccata, aumentando la concentrazione del substrato. Nonostante sia possibile per gli inibitori acompetitivi legarsi al sito attivo, questo tipo di inibizione risulta generalmente dall'effetto allosterico, in cui l'inibitore si lega ad un sito differente dell'enzima e produce una modificazione allosterica dell'enzima. La modificazione di conformazione (ad esempio della struttura terziaria o forma tridimensionale) dell'enzima riduce così l'affinità del substrato col sito attivo e l'efficienza dell'enzima.
Vmax e km diminuiscono di uno stesso fattore all'aumentare della concentrazione di inibitore: Vmax/km è costante.